# Pozal de Gallinas
Pozal de Gallinas es un municipio y localidad española de la provincia de Valladolid, en la comunidad autónoma de Castilla y León. El término municipal tiene una población de 538 habitantes (INE 2024).

## Historia
Los orígenes de Pozal no están claros, pero existen referencias escritas al lugar desde 1154, y desde 1265 con el definitivo nombre de Pozal de Gallinas.
En 1559 Pozal de Gallinas intentó, desvincularse de la villa de Medina del Campo bajo el nombre de Morales del Rey, pero no lo consiguió pasando a formar parte poco después de las posesiones de Vitores Ruiz.
En 1857 se produjeron importantes levantamientos y ocupación de tierras como protesta contra la venta de terrenos producida durante la desamortización de Mendizábal.
De 1864 a 1867 funcionó a las afueras del pueblo, aprovechando los restos de un asentamiento anterior conocido como "poblado de Pedro de Miguel" un falansterio bajo el nombre de "La república de los pobres" del cual todavía quedan restos, conocidos actualmente bajo el popular nombre de "El torrejón".

## Demografía
Cuenta con una población de 538 habitantes (INE 2024).
| Gráfica de evolución demográfica de Pozal de Gallinas entre 1842 y 2021                                               |
| |
| Población de derecho según los censos de población del INE. Población de hecho según los censos de población del INE. |

A pesar de haber sufrido la grave crisis demográfica que afectó a toda la comarca en la década de los 90 Pozal de Gallinas ha consolidado su población, situándose por encima de los 500 habitantes.

## Cultura

### Patrimonio

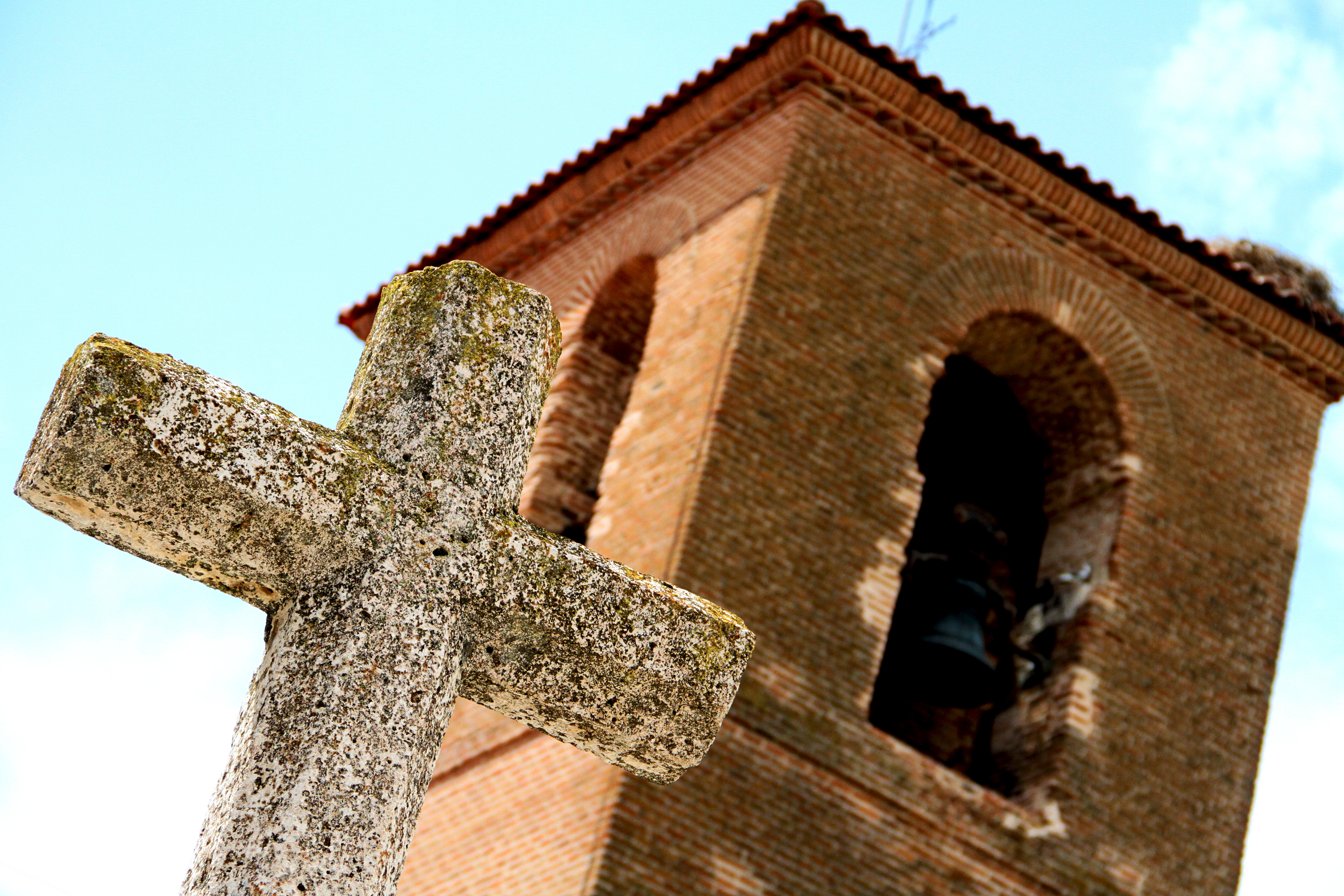
Vista de la iglesia

- Dentro del casco urbano podemos encontrar la Iglesia de San Miguel Arcángel, de la cual cabe destacar la imagen de San Miguel Arcángel, a quien está encomendada la iglesia; y su retablo barroco. Una cruz de piedra preside la pequeña plaza a la que comunica una de las dos entradas a la iglesia.
- También dentro del Pueblo hay un caño de piedra con bocas de hierro, construido para abastecer de agua a los vecinos.
- En los límites de la población nos encontramos con un abrevadero de estilo mudéjar que abastecía de agua a los rebaños de ovejas que pasaban por la Cañada Real, el cual presenta un muy buen estado, tras la restauración sufrida hace tan solo unos años.
- A aproximadamente un kilómetro y medio del pueblo esta la ermita de la Virgen de la Estrella, patrona del pueblo y en cuyo nombre se celebran las fiestas del pueblo (8 de septiembre), ermita sencilla, con la imagen de la Virgen y un pequeño altar.
- El Llamado "Torreón" es una pequeña fortificación realizada argamasa, situada a dos kilómetros. Actualmente se puede observar un cubículo formado por tres paredes la mayor con una ventana y parte del techado todo ello de una pieza de argamasa, la cuarta pared sería un gran portón, del cual quedan las piedras que hacían de eje de giro, de uno de los laterales sobresale el comienzo de una pequeña torre, de ahí su nombre. Se observa también un semicírculo que se abre a la entrada del edificio, se cree que forma parte de la ampliación realizada como parte del asentamiento en el lugar del falansterio aunque podrían formar parte del antiguo poblado de "Pedro de Miguel". Mencionar como dato curioso que en la parte frontal del "Torreón" se cree existe una cavidad oculta de la cual se desconocería su uso y origen ya que nunca ha sido vista, sin embargo al golpear la tierra en dicha zona se genera el típico sonido a hueco.

### Festividades y folclore

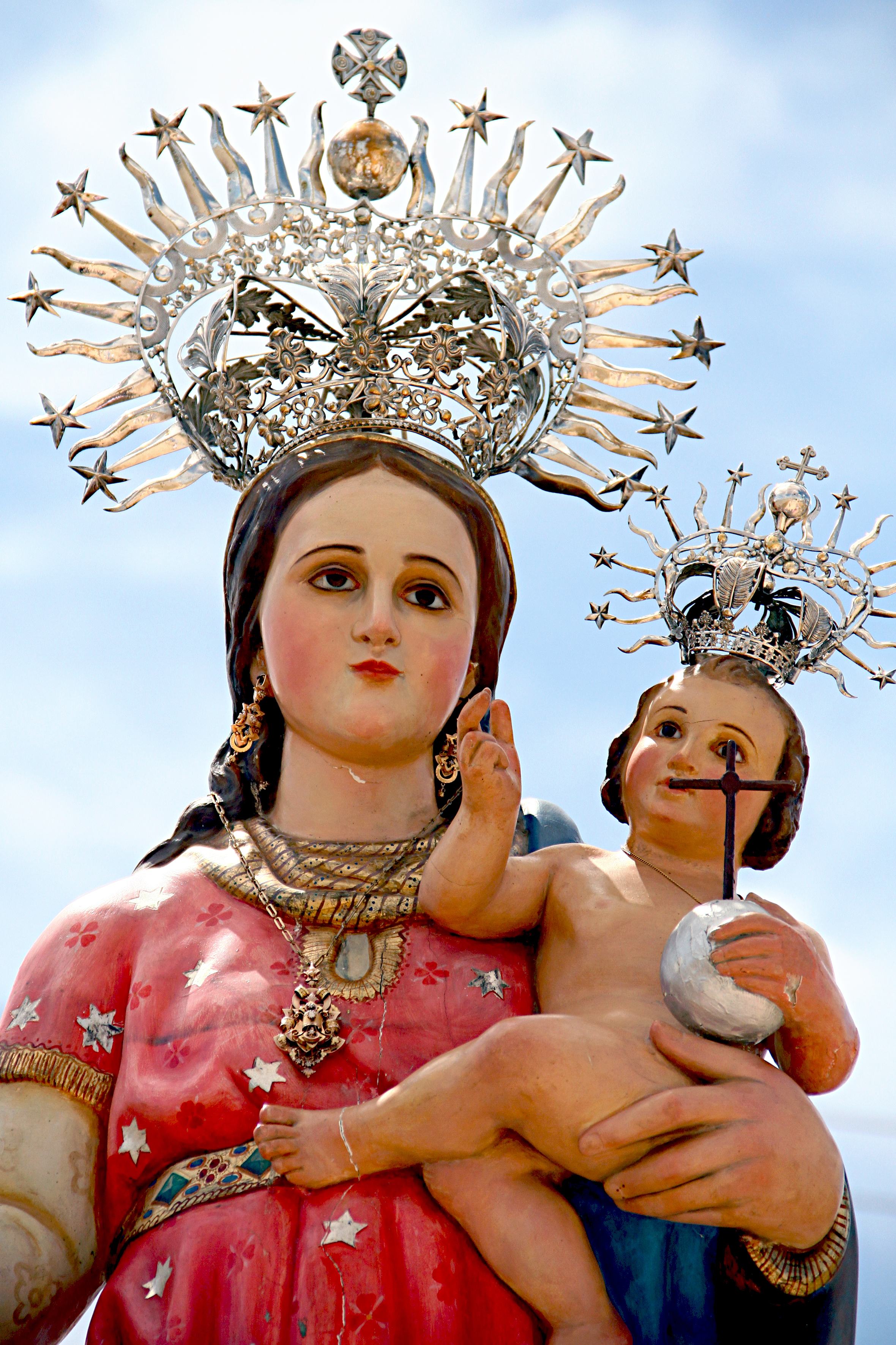
Imagen de la Virgen de la Estrella

Las principales fiestas se celebran en torno al día 8 de septiembre, en honor a la Virgen de la Estrella, patrona del pueblo, junto con San Miguel. 
La imagen de la virgen es traída de la ermita hasta la Iglesia el día 30 de agosto donde será guardada y velada con una novena. El día 8 de septiembre tras la celebración de la misa es sacada a la plaza mayor donde se celebran bailes regionales, a ritmo de dulzaina, tras los cuales se lleva a la Virgen de la Estrella en romería para ser guardada de nuevo, durante la romería los padres sientan a sus hijos pequeños en los pies del paso para que este les bendiga.
El primer día del año es tradición el encendido de una gran hoguera llamada "luminaria" para celebrar la fiesta de los quintos.
Son tradicionales juegos como la petanca, la calva y el frontenis.

### Asociaciones y eventos

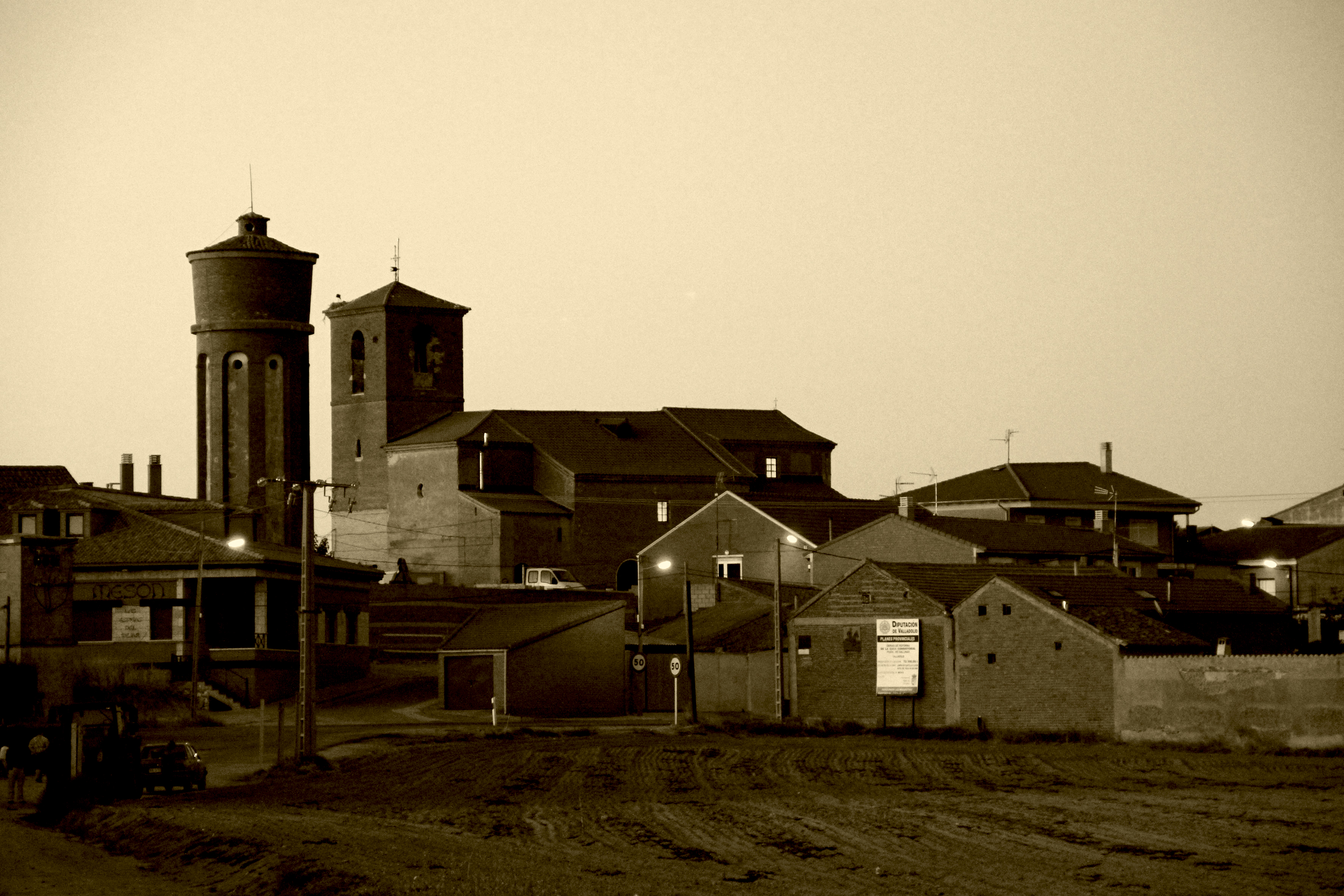
Vista de la localidad

Existen dos asociaciones mayoritarias, que engloban a gran parte de la población:
- Asociación Cultural "Virgen de la Estrella", organiza la semana cultural así como de diversos eventos culturales.
- Asociación Juvenil "amigos de la Atalaya", formada por un numeroso grupo de jóvenes, celebran campamentos, talleres y organizan un festival de música heavy metal llamado "Atalaya Rock".

## Galería

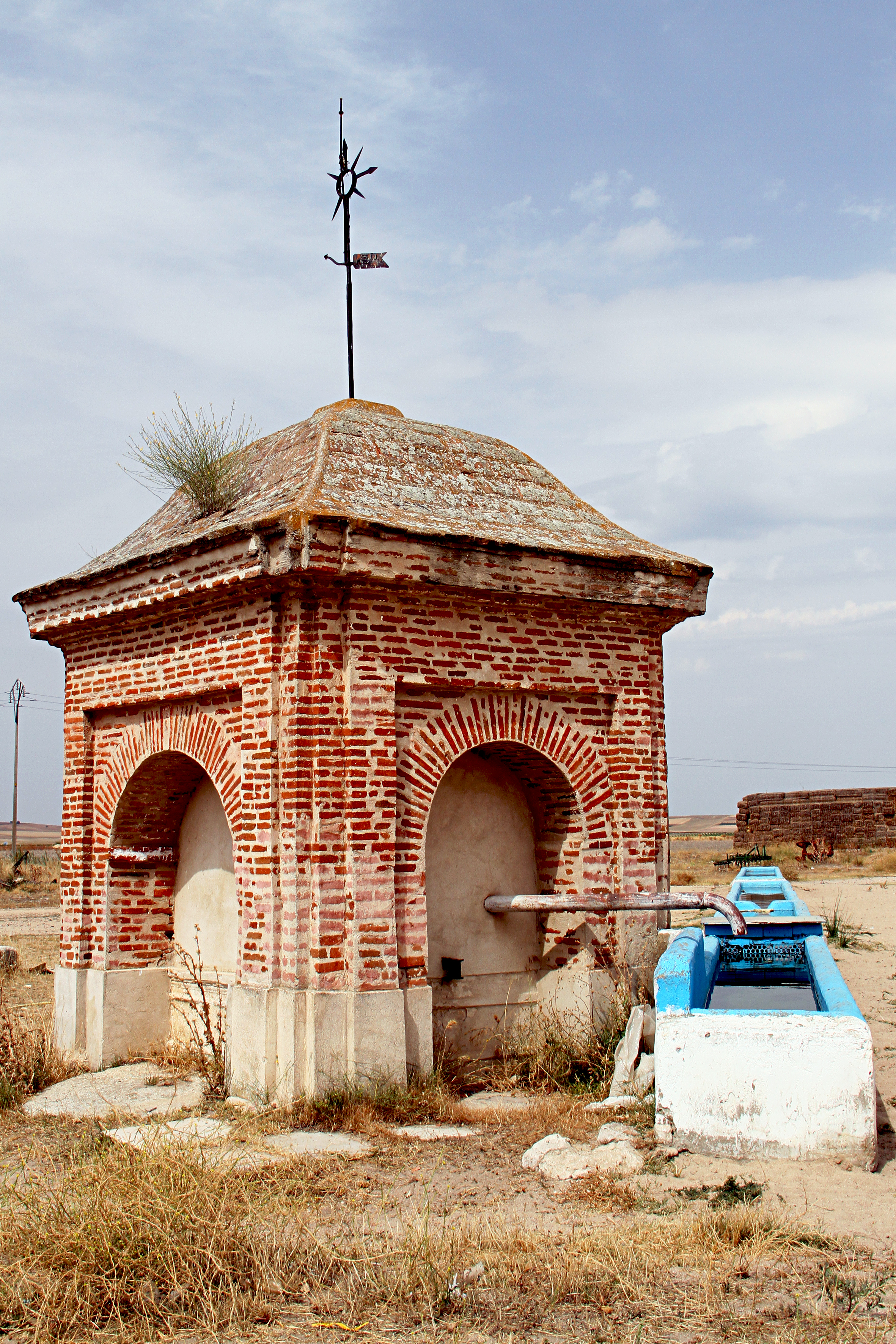
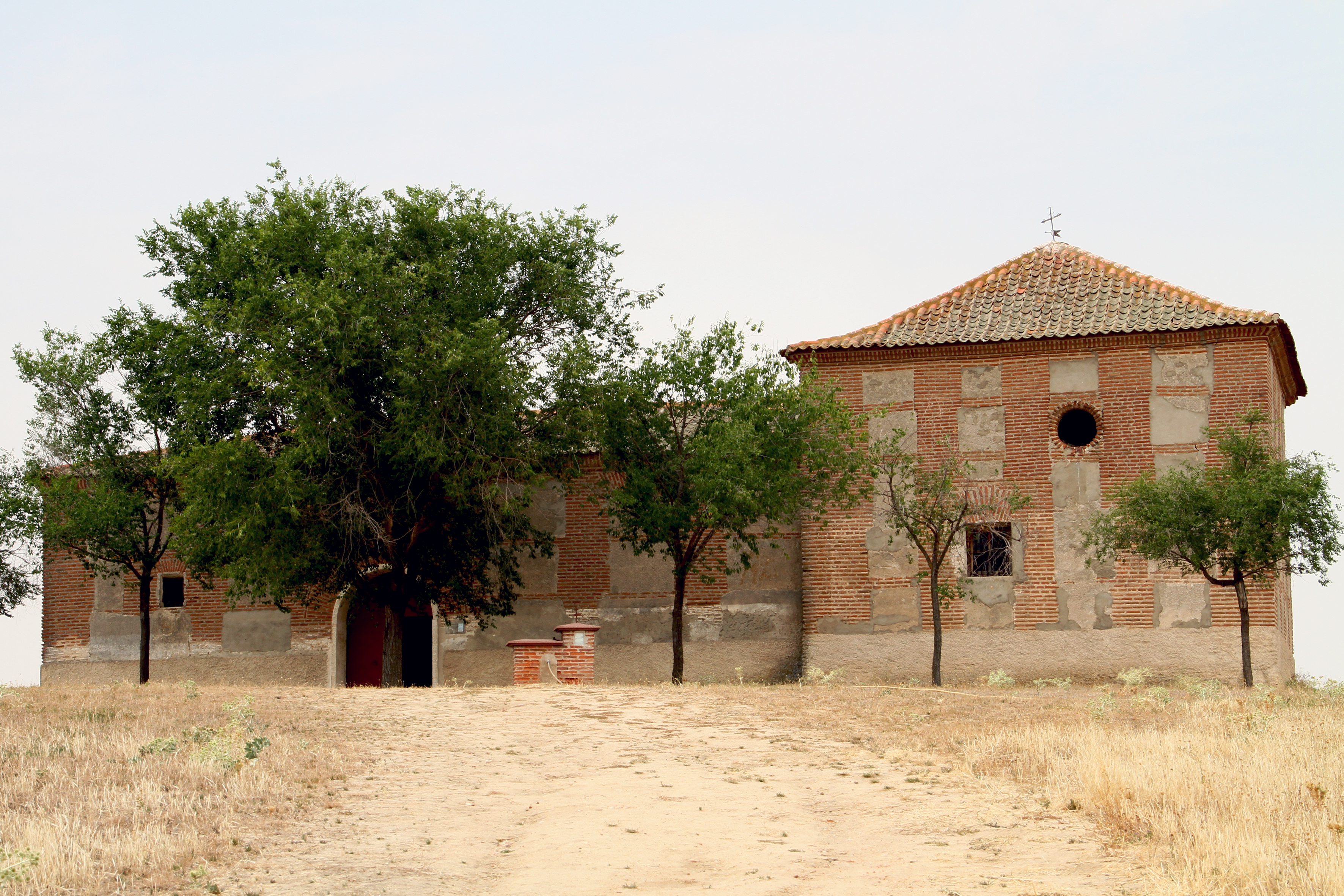
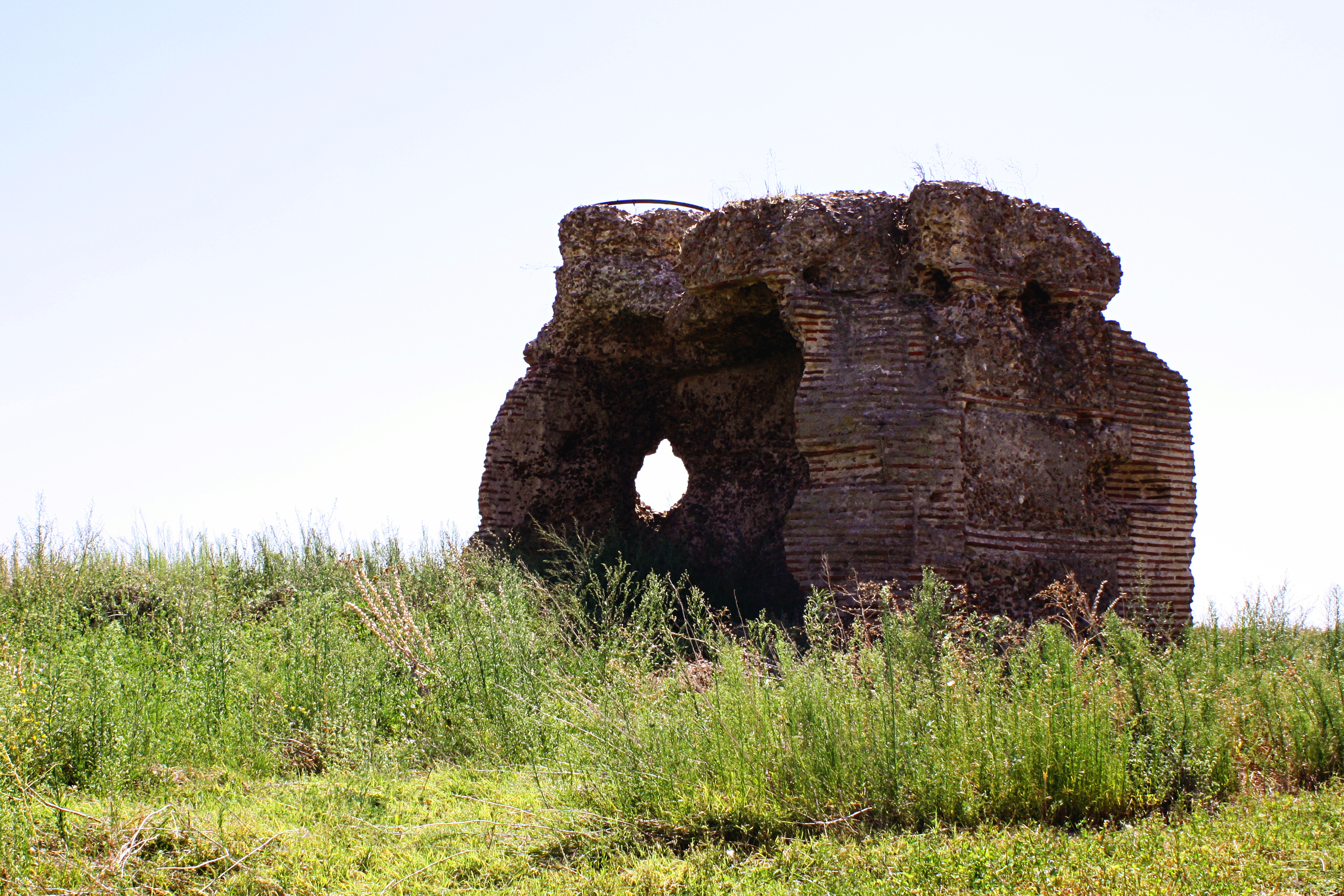
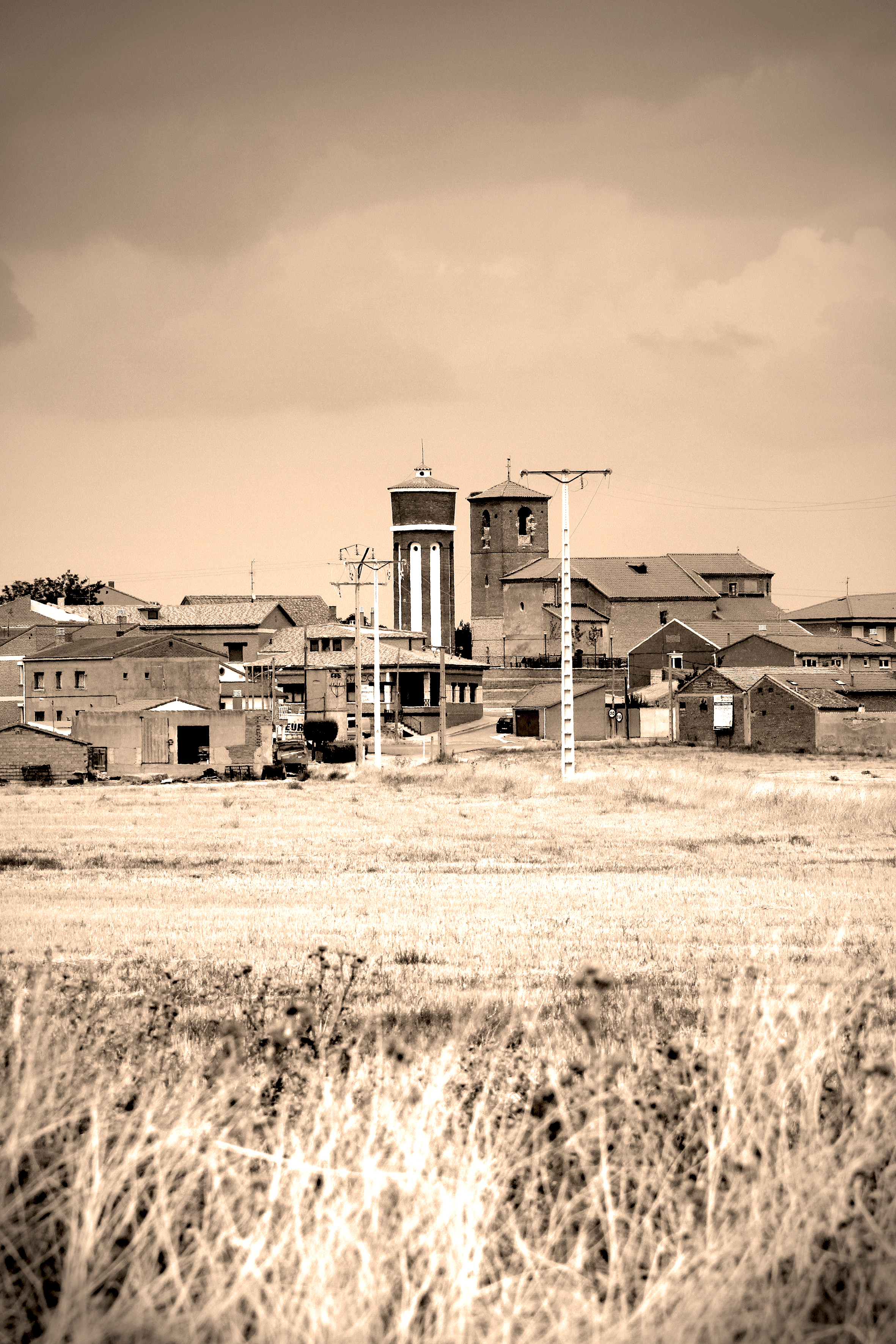
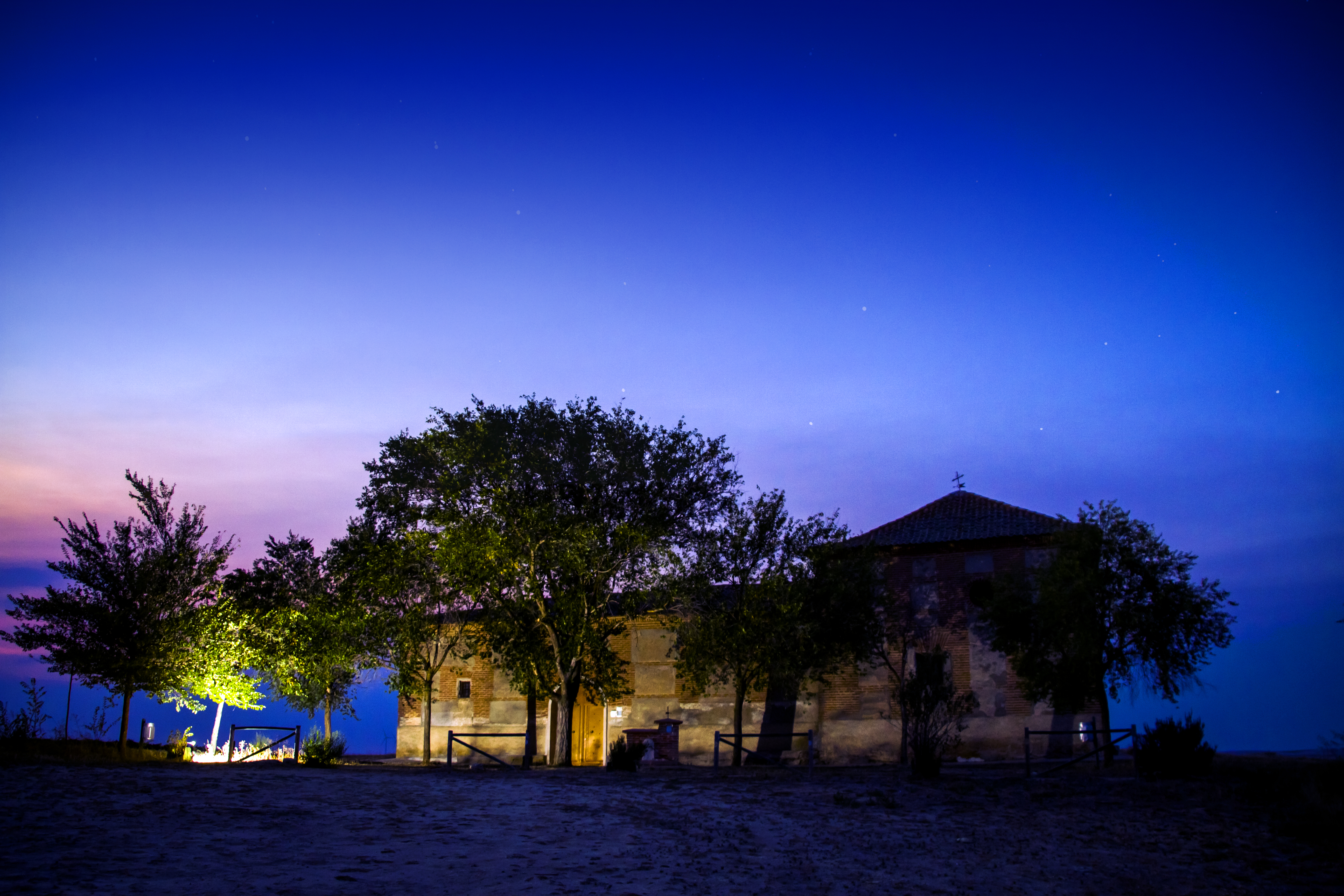